# Пэрротт, Тревис
Тре́вис Пэ́рротт (англ. Travis Parrott; р. 16 августа 1980, Портленд, штат Орегон) — американский профессиональный теннисист, специализирующийся на игре в парном разряде. Победитель Открытого чемпионата США 2009 года в смешанном парном разряде.

## Спортивная карьера
Во время учёбы в Университете Джорджии Тревис Пэррот выступал за теннисную сборную университета. В 2001 году он начал выступления в профессиональных турнирах класса ITF Futures и на следующий год выиграл три таких турнира в парном разряде (все три — на Ямайке), поднявшись на 800 мест в рейтинге за сезон. В 2003 году, после четырёх финалов «фьючерсов», из которых он победил в трёх, Пэрротт выиграл с Жошем Гоффи турнир класса ATP Challenger в Бирмингеме (штат Алабама), а в июле завоевал свой первый титул в турнире АТР-тура, победив в Лос-Анджелесе в паре с Яном-Майклом Гэмбиллом. В ноябре он поднялся на сотую позицию в рейтинге теннисистов в парном разряде, сохранив её до конца года.
С 2004 года Пэрротт выступает только в парах. На Уимблдонском турнире этого года в паре с Винсентом Спейди он победил во втором круге посеянную пару, Леандера Паеса и Давида Рикла, но уже в следующем круге выбыл из борьбы. В августе он сначала дошёл с Дмитрием Турсуновым до финала турнира в Вашингтоне, а потом с Робби Кёнигом до четвертьфинала Открытого чемпионата США, вплотную приблизившись к числу 50 сильнейших игроков в парном разряде. Впервые в Top-50 он вошёл в феврале 2005 года, после выхода в третий круг Открытого чемпионата Австралии и полуфинал турнира в Делрей-Бич.
В 2006 году в паре со Спейди Пэрротт дошёл до третьего круга и в последнем турнире Большого шлема, Открытом чемпионате Франции, после победы над одной из сильнейших пар мира — Кевином Ульеттом и Полом Хенли. В турнирах АТР-тура он не добивался значительных успехов, но победы в «челленджерах» в Ванкувере и Братиславе позволили ему остаться вблизи пятидесятого места в рейтинге и в этом году. На следующий год в Индианаполисе он выиграл свой второй турнир в парном разряде, а в 2008 году вернулся в число пятидесяти сильнейших после финалов в Валенсии и Лос-Анджелесе и победы в Санкт-Петербурге. Большую часть этого сезона он провёл со словацким теннисистом Филипом Полашеком, с которым также одержал победу над посеянными под шестым номером Павелом Визнером и Мартином Даммом на Уимблдонском турнире.
2009 год стал самым удачным в карьере Пэрротта. В феврале они с Полашеком дошли до финала турнира класса ATP 250 в Мемфисе, а в июне до финала в Истборне, по пути к которому победили Махеша Бхупати и Марка Ноулза, одну из ведущих пар мира. После этого Пэрротт поднялся на 25-ю строчку в рейтинге, высшую в карьере. Однако главным его достижением стала победа в турнире смешанных пар на Открытом чемпионате США, в который они с Карли Галликсон попали, получив «wild card» от организаторов. Партнёршей Пэрротта должна была стать другая американка, Эбигейл Спирс, отказавшаяся от участия в последний момент, и он впервые в карьере играл с Галликсон. Новая пара выиграла пять матчей, в том числе у соперников, посеянных под первыми тремя номерами, отдав за весь турнир только один сет.
Результаты матчей Карли Галликсон и Тревиса Пэрротта в смешанном разряде, Открытый чемпионат США 2009 года
| Круг       | Соперники                      | Посеяны под номером | Счёт             |
| ---------- | ------------------------------ | ------------------- | ---------------- |
| 1          | Надежда Петрова Максим Мирный  | 6                   | 6-2, 2-6, [11-9] |
| 2          | Саня Мирза Дэниел Нестор       |                     | 6-1, 6-4         |
| 1/4 финала | Лиза Реймонд Марцин Матковский | 3                   | 6-2, 7-5         |
| 1/2 финала | Лизель Хубер Махеш Бхупати     | 1                   | 6-3, 6-4         |
| Финал      | Кара Блэк Леандер Паес         | 2                   | 6-2, 6-4         |

Всю середину 2010 года, после Открытого чемпионата Австралии, Пэрротт пропустил из-за травмы бедра. Он вернулся на корт только в июле, а в ноябре дошёл до первого после возвращения финала на «челленджере» в Братиславе, где его партнёром снова был Полашек. В 2011 году Пэрротт выступал в основном в «челленджерах», завоевав один парный титул в Ванкувере и дважды проиграв в финалах. Свои лучшие результаты в турнирах АТР он показал в феврале в Акапулько и Бухаресте, где доходил до полуфинала соответственно с Полашеком и Джорданом Керром. За год он проделал в рейтинге путь из середины четвёртой сотни до 94-го места. 2012 год был продолжением предыдущего: Пэрротт выступал в «челленджерах» вблизи от границы первой сотни рейтинга, но в турнирах АТР не играл. Он рассчитывал окончить карьеру выступлением в Открытом чемпионате США, но уайлд-карда от организаторов не получил, и его последним индивидуальным турниром стал июньский «челленджер» в словацском Кошице. После этого он ещё сыграл свой четвёртый сезон в профессиональной лиге World TeamTennis, где его команда «Ориндж Каунти Брейкерз» стала чемпионом Западной конференции, но позже уступила в полуфинальном матче.

## Участие в финалах турниров за карьеру (10)
| Легенда                         |
| ------------------------------- |
| Большой шлем (1)                |
| Финал Мирового Тура ATP (0)     |
| ATP Мастерс (0)                 |
| ATP Gold / ATP 500 (1)          |
| ATP International / ATP 250 (8) |

### Мужской парный разряд (9)

#### Победы (3)
| №  | Дата        | Турнир                                      | Покрытие | Партнёр                | Соперники в финале              | Счёт в финале     |
| -- | ----------- | ------------------------------------------- | -------- | ---------------------- | ------------------------------- | ----------------- |
| 1. | 28 июл 2003 | Mercedes-Benz Cup, Лос-Анджелес, США        | Хард     | Ян-Майкл Гэмбилл       | Джошуа Игл Шенг Схалкен         | 6-4, 3-6, 7-5     |
| 2. | 23 июл 2007 | Чемпионат Индианаполиса, США                | Хард     | Хуан Мартин дель Потро | Теймураз Габашвили Иво Карлович | 3-6, 6-2, [10-6]  |
| 3. | 20 окт 2008 | Открытый чемпионат Санкт-Петербурга, Россия | Ковёр    | Филип Полашек          | Рохан Бопанна Максим Мирный     | 3-6, 7-64, [10-8] |

#### Поражения (6)
| №  | Дата        | Турнир                                                     | Покрытие | Партнёр          | Соперники в финале                   | Счёт в финале |
| -- | ----------- | ---------------------------------------------------------- | -------- | ---------------- | ------------------------------------ | ------------- |
| 1. | 16 авг 2004 | Legg Mason Tennis Classic, Вашингтон, США                  | Хард     | Дмитрий Турсунов | Робби Кёниг Крис Хаггард             | 7-63, 6-1     |
| 2. | 4 июл 2005  | Campbell's Hall of Fame Tennis Championships, Ньюпорт, США | Трава    | Грейдон Оливер   | Джордан Керр Джим Томас              | 7-65, 7-65    |
| 3. | 19 апр 2008 | Open de Tenis Comunidad Valenciana, Испания                | Грунт    | Филип Полашек    | Максимо Гонсалес Хуан Монако         | 7-5, 7-5      |
| 4. | 4 авг 2008  | Countrywide Classic, Лос-Анджелес, США                     | Хард     | Душан Вемич      | Рохан Бопанна Эрик Буторак           | 7-65, 7-65    |
| 5. | 22 фев 2009 | Regions Morgan Keegan Championships, Мемфис, США           | Хард     | Филип Полашек    | Марк Ноулз Марди Фиш                 | 7-67, 6-1     |
| 6. | 19 июн 2009 | AEGON International, Истборн, Великобритания               | Трава    | Филип Полашек    | Марцин Матковский Мариуш Фирстенберг | 6-4, 6-4      |

### Смешанный парный разряд (1)
Победа (1)
| Дата        | Турнир                 | Покрытие | Партнёр         | Соперники в финале     | Счёт в финале |
| ----------- | ---------------------- | -------- | --------------- | ---------------------- | ------------- |
| 13 сен 2009 | Открытый чемпионат США | Хард     | Карли Галликсон | Кара Блэк Леандер Паес | 6-2, 6-4      |